# منطقة جينينتان
منطقة جينينتان هي منطقة فرعية لمنطقة Dongxihu، ووهان، خوبي، الصين.